# シリル・コルボー＝ジュスタン
シリル・コルボー＝ジュスタン（Cyril Colbeau-Justin）は、フランスの映画プロデューサー。

## 作品
- 友よ、さらばと言おう
- パリ、カウントダウン
- 不機嫌なママにメルシィ！
- 最後のマイ・ウェイ
- そして友よ、静かに死ね
- この愛のために撃て
- サイン・オブ・デス
- やがて復讐という名の雨
- あるいは裏切りという名の犬
- ギャングスター